# 方盘首蚕
方盘首蚕（学名：Lopadorhynchus uncinatus）为盘首蚕科盘首蚕属的动物。分布于日本、印度洋、大西洋、太平洋，包括南海等海域，属于热带和亚热带海区暖水种。